# Cayaponia trilobata
Cayaponia trilobata är en gurkväxtart som beskrevs av Célestin Alfred Cogniaux. Cayaponia trilobata ingår i släktet Cayaponia och familjen gurkväxter. Inga underarter finns listade i Catalogue of Life.